# سوللار میراآن
سوللار میراآن (یاقوتی: Сууллар Мыраан) یک کوه در یاقوتستان کشور روسیه است.